# Estación Changsin
Estación Changsin(Changsin-yeok) es una estación de la Línea 6 del metro de Seúl, y está localizada en Jongno-gu, Seúl.

## Salidas
- Salida 1: Escuela Primaria Changsin
- Salida 2: Universidad Hansung
- Salida 3: Escuela Primaria Dongshin
- Salida 4: Parque Sungin